# Leczenie chirurgiczne
Leczenie chirurgiczne – wykonywanie zabiegów, mających na celu naprawę uszkodzeń lub leczenie chorób. W leczeniu chirurgicznym uwzględnia się okres przygotowania do operacji, operację oraz okres pooperacyjny. Leczenie chirurgiczne obejmuje także zabiegi bezkrwawe takie jak: nastawianie złamań i zwichnięć, czy leczenie stanów zapalnych.